# Itoiz udako sesioak
Itoiz udako sesionak (traducido al español como Las sesiones de verano de Itoiz) es una película independiente documental española de 2024, escrita y dirigida por Larraitz Zuazo, Zuri Goikoetxea y Ainhoa Andraka. Está protagonizado por los miembros de la disuelta banda vasca Itoiz, particularmente por su ex-cantante Juan Carlos Pérez. Se estrenó en el Festival Internacional de Cine de Gijón el 16 de noviembre de 2024, y luego se estrenó en cines españoles el 24 de enero de 2025, con distribución de Atera Films.

## Intervenciones
- Juan Carlos Pérez
- José Garate "Foisis"
- José Antonio Fernández "Antton"
- Jimmy Arrabit
- Jean-Marie Ecay
- Germán Ors
- Bernardo Atxaga
- José Lastra
- Jon Galarraga
- Eritz Urkiri
- Unai Fernández
- Pello Bilbao
- Eneko Palenzuela
- Arnatz Puertas
- Albar Cirarda
- Gorka Luna
- Íñigo Cruz
- Gabriel Ocina
- Alex Quiroga
- Eneko Irastorza
- Aitzol Barbarias
- Galder Tudela
- Maren Bidaurrazaga

## Producción
En mayo de 2023, se anunció por primera vez el proyecto de Itoiz udako seioak, consistente en un documental de la banda vasca Itoiz, el cual estaría dirigido por Lararitz Zuazo. El desarrollo del proyecto inició en 2018.

## Lanzamiento y marketing
En octubre de 2024 se anunció que Itoiz udako sesioak se estrenaría en el Festival Internacional de Cine de Gijón el día 16 de noviembre. En enero de 2025, Atera Films anunció que estrenaría el documental el 24 de enero de 2025.